# Liceum Ogólnokształcące im. Hugona Kołłątaja w Jordanowie

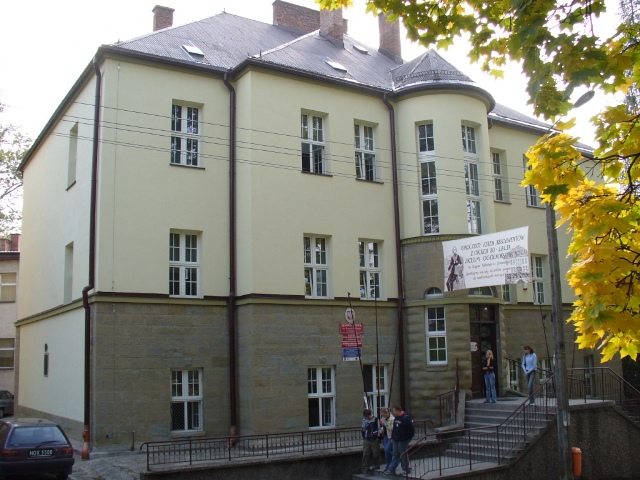
Główne wejście do szkoły

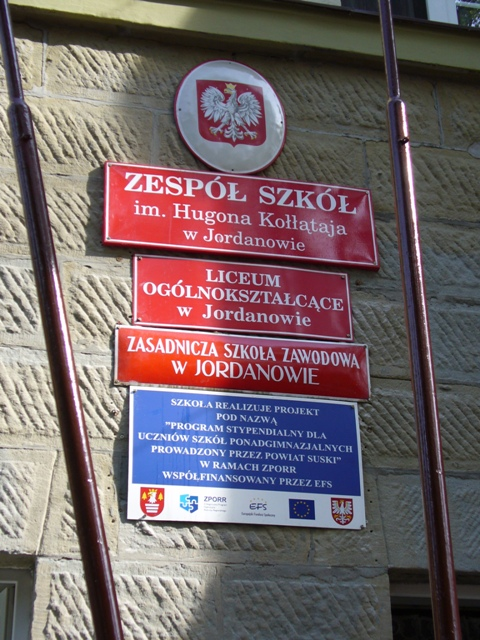
Tablice przy wejściu

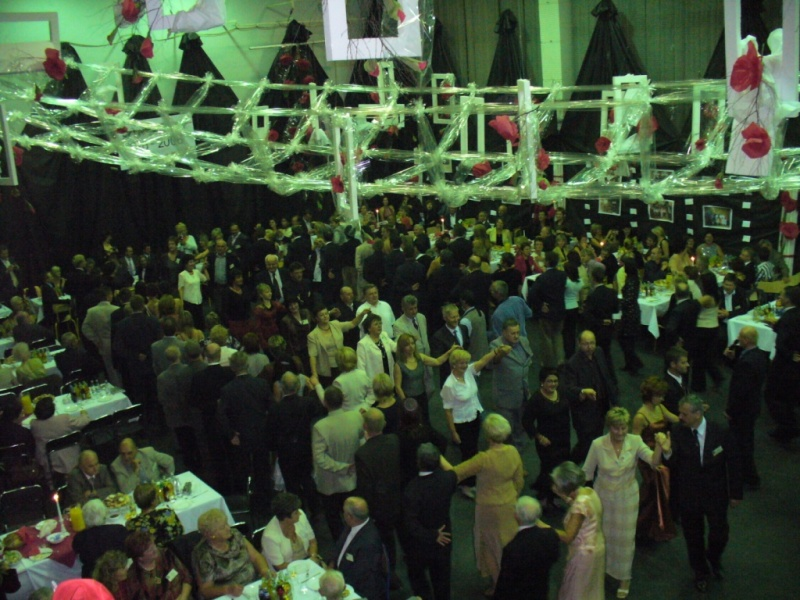
Uroczysty zjazd absolwentów z okazji 80-lecia liceum

Liceum Ogólnokształcące im. Hugona Kołłątaja w Jordanowie – najstarsza szkoła średnia w powiecie suskim, która założona została w 1926 roku.

## Dyrektorzy
- Ks. Jan Głąbiński – 1924–1925
- Jan Stokłosa – 1925–1927
- Józef Zagrodzki – 1927–1930
- Rafał Wożniakowski – 1930–1931
- Władysław Kucharski – 1931–1935
- Urban Przyprawa – 1935–1939
- Stanisław Spławiński – 1945–1946
- Janina Kowalska – 1946–1950
- Stefan Suchonek – 1950–1962
- Edmund Chodak – 1962–1963
- Zdzisław Radmacher – 1963–1980
- Maria Jeziorska – 1980–2002
- Rafał Rapacz – od 2002